# Magyar Kereskedelmi és Iparkamara
A Magyar Kereskedelmi és Iparkamara (rövidítve: MKIK) köztestületként működő gazdasági érdekképviselet, amelynek fő feladata a gazdaság általános érdekeinek érvényesítése, a gazdaságfejlesztésben és gazdaságszervezésben való szerepvállalás. Ezzel párhuzamosan véleményezi a gazdasági tárgyú előterjesztések és jogszabályok tervezeteit. Az MKIK kidolgozza továbbá a tisztességes piaci magatartásra vonatkozó etikai szabályokat tartalmazó etikai szabályzatot. Ugyancsak feladata a magyar gazdasági kamarai érdekképviseleti rendszer koordinációja, az egyes országok nemzeti kamaráival való kapcsolattartás, valamint a nemzetközi kamarai szervezetekben való részvétel, továbbá a választottbíráskodás nemzetközi ügyekben és a nemzetközi reklamációs ügyintézés.

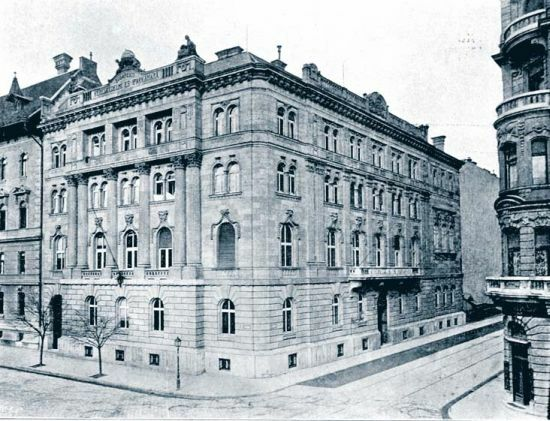
A Budapesti Kereskedelmi és Iparkamara épülete, mely egyben az Országos Közös Irodának is otthont adott

## A magyar kereskedelmi és iparkamarák története

### Létrejötte
A nemzetközi fejlemények hatására, a francia forradalom és a Napóleoni háborúk nyomán terjedt el a kamarai szervezet Európa számos országában. A Magyar Szent Korona Országainak területén első ízben Fiumében állítottak fel 1811 novemberében kereskedelmi és iparkamarát, mely azonban a francia csapatok távozását követően (1814 októberétől) felhagyott működésével.
A szorosabb értelemben vett Magyarország területén 1848-ban merült fel a kereskedelmi kamarák létrehozásának gondolata: a békés forradalommal létrejövő első alkotmányos magyar minisztérium meg volt győződve a céh-rendszer túlhaladottságáról, a kereskedelem és ipar körében szükséges modernizációról. Azonban a kamarák felállítására a szabadságharc eseményei miatt nem kerülhetett sor.

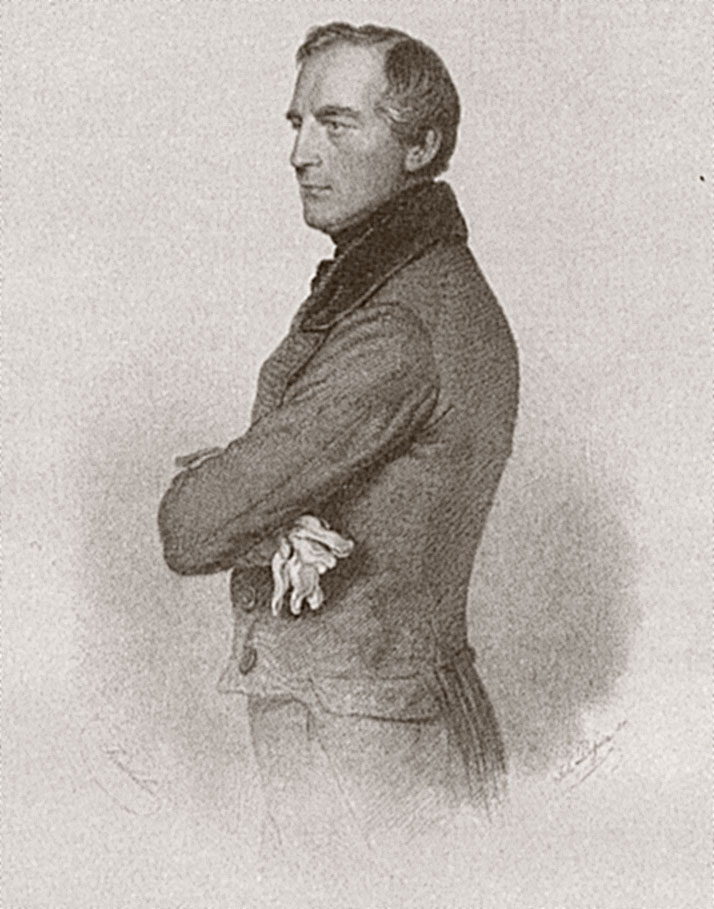
Karl Ludwig Bruck kereskedelmi miniszter

Végül az 1850. március 18-án szentesített és március 26-án Karl Ludwig von Bruck báró kereskedelmi miniszter által rendeletileg közzétett császári pátens rendelkezett a kamarák létrehozásáról. A korabeli indoklás szerint erre a kereskedelem és ipar előmozdítása érdekében, valamint a birodalmi egység megteremtése és a birodalomrészek közötti kapcsolatok szorosabbra fűzése érdekében volt szükség. Valójában maga az új intézmény is a neoabszolutizmus centralizációs törekvéseit volt hivatott szolgálni. Így a kamarai tagság kötelező volt, minden kamara csupán saját jogszabályilag megszabott kerületében járhatott el és az egyes kamarák csak külön miniszteri engedéllyel érintkezhettek egymással.
Legelsőként a soproni (1850. augusztus 13.), majd a pozsonyi kamara (1850. augusztus 25.) alakult meg, a pest-budai szervezet pedig 1850. szeptember 28-án alakult meg. Összesen 11 kamarát állítottak fel a Magyar Szent Korona Országainak területén: a fentieken kívül kamarai központ lett Kassa, Temesvár, Zágráb, Debrecen, Kolozsvár, Brassó, Eszék valamint Fiume. A neoabszolutizmus korában ezek az intézmények foglalkoztak többek között a bankkérdés rendezésével, a közúthálózat fejlesztésével, a vasútvonalak kiépítésével, a szabad verseny és ezáltal az iparszabadság teljes megteremtésével, Pesten egy átmeneti raktár, illetve egy téli kikötő és egy külföldi mintára szervezett kereskedelmi felső iskola létrehozásával valamint egy áru- és értéktőzsde létesítésével.

### Aranykora
A magyar alkotmányosság 1867-es helyreállítását követően Andrássy Gyula gróf miniszterelnök terjesztette 1868. március 30-án a képviselőház elé a Gorove István kereskedelmi miniszter által előkészített kereskedelmi és iparkamarákról szóló törvényjavaslatot.

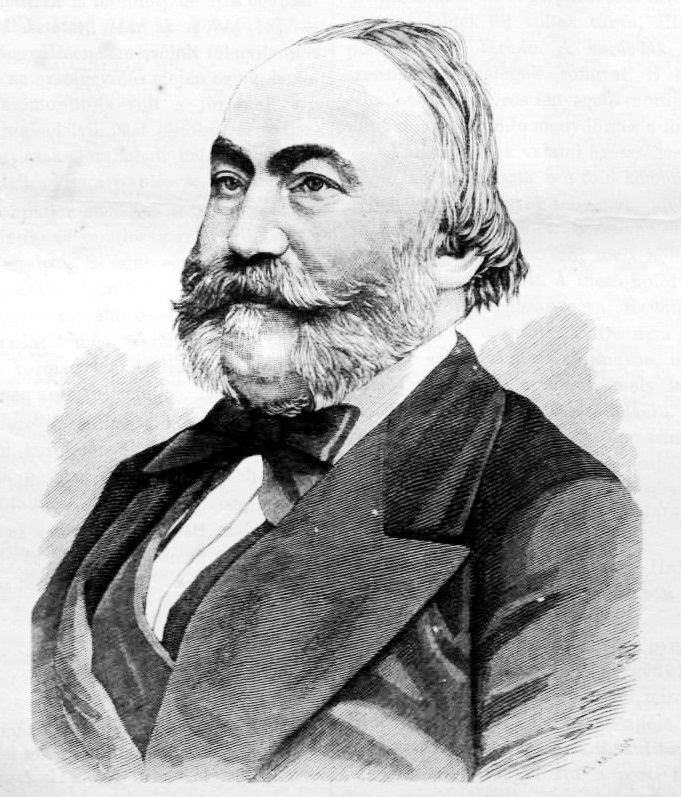
Gorove István kereskedelemügyi miniszter

Ennek nyomán megmaradt az általános és kötelező érdekképviselet elve, azonban megnőtt a kamarák autonóm érdekérvényesítő képessége. Ugyan 1868 után sem jött létre országos kamarai ernyőszerv, azonban a miniszter számára lehetővé vált egy egyetemes kamarai gyűlés összehívása.
A kamarák feladatai a dualista monarchia idején:
- javaslattétel,
- az ipar és kereskedelem érdekeinek képviselete,
- a szakoktatás előmozdítása,
- kereskedelmi és ipari statisztikai adatok gyűjtése,
- jelentéskészítés a kamarai kerület kereskedelmi, közlekedési és iparviszonyairól,
- árubélyegek, mustrák és minták lajstromozása,
- áru-származási bizonyítványok kiállítása.

Ebben az időszakban: „a kamarai intézmény a maga törvényes rendeltetésénél fogva mintegy összekötő kapocsként szerepel az állami közigazgatás és a gyakorlati élet között s a kamarák az állami közigazgatással szemben a gondozásukra bízott közgazdasági érdekek törvényes szakképviseleteként jelennek meg.”
A dualizmus korában a kamarák egyik legfontosabb vívmányuknak az 1872-es ipartörvény megalkotását tekintették, mely a korlátlan iparszabadság elvének diadalát hozta. Emellett a kamarák foglalkoztak többek között a vasúti szállítás, a dunai vasúti hidak létesítésének kérdésével, a távírdai hálózat és a nemzeti bank létrehozásának fontosságával. A szociálpolitika terén már 1870-ben felvetették az olcsó munkáslakások kérdését, valamint mozgalmat indítottak a vasárnapi munkaszünet érdekében. Közreműködtek a 19. század végén megszülető munkásvédelmi és betegsegélyezési törvények megalkotásában. Emellett a kamarákat kérték fel a Pesten felállítandó Kereskedelmi Akadémia, vagy az osztrák örökös tartományok és Magyarország közötti vám- és kereskedelmi szövetség módosításának véleményezésére. A Budapesti Kereskedelmi és Iparkamara pedig 1896-ban komoly szerepet vállalt a mindmáig maradandó hatású Ezredéves Kiállítás megszervezésében, mely a mai Városliget területén a Millennium ünnepségsorozatának egyik csúcspontja volt, bemutatva a magyar ipar és mezőgazdaság kiegyezés utáni fejlődését.

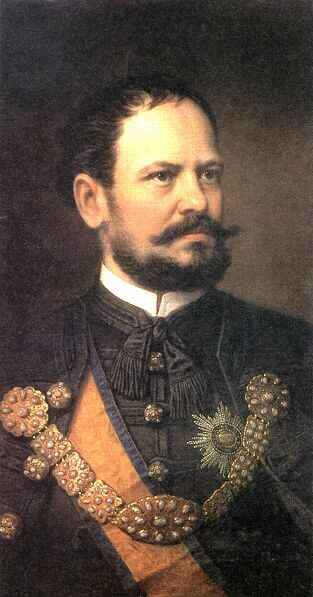
Baross Gábor kereskedelmügyi miniszter

A kamarák egyik legjelentősebb korszakát Baross Gábor minisztersége fémjelezte, aki 1890-ben – a gazdaság érdekképviseleteivel egyeztetve – átalakította a magyar kereskedelmi és iparkamarák rendszerét és a meglévők mellé egyszerre öt kamarát is létesített: Szeged, Győr, Besztercebánya, Nagyvárad, Marosvásárhely székhellyel. Ezzel a dualista monarchia korszakában 20 kereskedelmi és iparkamara működött.
A mai MKIK elődjének tekinthetjük – az egyetemes kamarai gyűlések és a titkári értekezletek mellett – az 1916-ban létrehozott Vidéki Kamarák Központi Irodáját, mely a pesti kamarával együttműködve 1917-ben átalakult Országos Közös Irodává.
Feladata volt:
- elősegíteni az érdekképviseletek együttes munkáját,
- tájékoztatni az egyes területi gazdasági önkormányzatokat az aktuális közgazdasági kérdésekről,
- élénkíteni a kamarák egymással való érintkezését,
- közbenjárni az országos fórumokon a kamarák ügyeiben és
- gondoskodni egy periodikusan kiadásra kerülő Kamarai Közlöny megjelentetéséről.[5]

### A két világháború között
Az első világháborút követően a magyar kamarai intézményrendszer területi beosztása az országhatárok trianoni békeszerződés miatti megváltozása folytán átalakult. 1939-ig összesen hét kereskedelmi és iparkamara működött Magyarországon: a budapesti, debreceni, győri, miskolci, pécsi, soproni és szegedi. Ezek mellett továbbra sem került létrehozásra országos magyar kamarai csúcsszerv, a területi kamarák koordinációs törekvéseit részben a korábban említett Közös Iroda segítségével valósították meg.
„Az érdekképviseletek szervezeti felépítése szerencsésnek bizonyult, így a kereskedelem és ipar területén működő önkormányzatok nívós szakmai munkájuk révén megbecsült szereplői voltak a kor gazdasági és társadalmi életének.”
Az adminisztratív, közigazgatási feladatok mellett számos önálló kezdeményezés is fűződik a kamarák nevéhez a két világháború között. Így szerepet vállaltak a tanoncképzésben és -vizsgáztatásban, számos segélyezési lehetőséget dolgoztak ki rászoruló tagjaik érdekében, emellett a kereskedelem és ipar fejlesztésének szolgálatában alapítványokat hoztak létre, valamint ipariskolákat és tehetséges diákokat támogattak. Ezzel párhuzamosan pedig jelentős, nívós seregszemlévé változtatták a Budapesti Nemzetközi Vásárt.
A kamarai rendszer autonómiájának felszámolására 1940. decemberében került sor, amikor a kormányzat élükre miniszteri biztosokat nevezett ki. Magyarország 1944. március 19-én bekövetkezett náci megszállásával párhuzamosan fokozódtak a diszkriminatív intézkedések a kamarák zsidó tagjai ellen. Ugyan a szovjet hatalom engedélyével és segítségével Debrecenben székelő Ideiglenes Nemzeti Kormány 1945-ben intézkedett többek között a kamarák helyreállításáról is, azonban a kommunista hatalomátvételt követően a Rákosi-diktatúra az 5590/1948. Korm. számú rendeletével felszámolta e nagy múlttal rendelkező hazai érdekképviseleti szerveket.

### A kommunista diktatúrában és az államszocializmus idején
A kamarák felszámolása ellenére mind a Rákosi-diktatúra, mind a Kádár-rendszer és az úgynevezett államszocializmus idején találkozhatunk egy nevében a korábbi intézmények szellemiségét idéző szervezettel. Ez az ún. Magyar Kereskedelmi Kamara, mely nevét minden bizonnyal elsődlegesen a külföldi kapcsolatok megőrzése céljából kapta. Megtévesztő neve ellenére azonban ez a szervezet nem a korábban működő kereskedelmi és iparkamarák jogutódja volt, hanem egy pártállami irányítással működő külkereskedelmi intézmény. Tagjait miniszteri kinevezéssel állapították meg, működésének költségeit az állami költségvetésből fedezték. Tagjai 1967-ig csak külkereskedelmi vállalatok lehettek, ezt követően, az 1968-as gazdasági reform hatására, más termelő és szolgáltató vállalatok és intézetek is kérelmezhették felvételüket.
„Az 1970-es években egyfajta lineáris fejlődés eredményeképpen a Kamara tagsága kibővült a mezőgazdasági és ipari szövetkezetek, kutató- és pénzintézetek, szolgáltató vállalatok körével is. A szervezet lehetőségei fokozatosan bővültek, [...] sőt kereskedelemfejlesztő feladatait kiegészítették érdekképviseleti és érdekegyeztetési funkciókkal is.”
1985-ben az 1985. évi 11. törvényerejű rendelet hozta létre a Magyar Gazdasági Kamarát, amely már érdekközvetítő, érdekegyeztető és érdekképviseleti tevékenységet ellátó, továbbá a nemzetközi gazdasági kapcsolatok fejlesztését elősegítő társadalmi szervezetté alakulhatott. Ebben fontos szerepet töltöttek be az ekkor létrehozott ún. területi bizottságok: ezek teremtették meg a kapcsolatot a helyi közigazgatás szerveihez (megyei, kerületi, fővárosi tanács, helyi földhivatalok stb.), és ezek révén kerülhettek a kamara tagsága közé kisebb vállalatok is. A rendszerváltoztatás folyamatában ezekből a területi bizottságokból alakultak ki az egyesülési törvény (1989. évi II. tc.) adta lehetőségeket kihasználva az első modern regionális szervezésű, önkéntes tagsággal rendelkező hazai kereskedelmi és iparkamarák.

### A rendszerváltás után
Az 1993. évi XCII. törvény módosította a Polgári törvénykönyvet és (ismét) bevezette a magyar jogrendbe a köztestületek fogalmát. Ezzel lehetővé vált a kereskedelmi és iparkamarák területén is a magyar közjogi hagyományokhoz való visszatérés, illetve a modern európai gyakorlat átvétele: a modern-kori köztestületi gazdasági érdekképviseletek létrehozása. Az Antall-kormány történelmi érdemének tekinthető, hogy a meglévő, egyesületként működő, regionális kamarákkal közösen kidolgozta a kereskedelmi és iparkamarákra vonatkozó új keretszabályozást.
1994. márciusában hirdették ki az új kamarai törvényt, melyet a parlament ellenszavazat nélkül fogadott el. Ez lett a hazai gazdasági kamarák rendszerének második jogtörténeti átfogó szabályozása, mely egyben a közép-kelet-európai térség egyik legkomplexebb kamarai-érdekképviseleti rendszerét hozta létre. Az 1994. április 6-án hatályba lépett törvény rendelkezése értelmében három kamarai szervezet állt fel mind megyei, mind országos szinten: a kereskedelmi és iparkamarák, a kézműves kamarák és az agrárkamarák.
A törvény visszaadta a kamarák köztestületi jellegét, mellyel már a két világháború közötti Magyarországon is rendelkeztek, és nemzetközi összehasonlításban is kiemelkedő színvonalon rögzítette autonómiájukat. „A kötelező tagság és a köztestületi jelleg révén sikerült az egyes szakmai, vagy ágazati érdekeket háttérbe szorítva konszenzusos érdekképviseletre törekedni és ezáltal a gazdasági szféra egészét megjeleníteni a kormányzattal, illetve a helyi politikummal folytatandó dialógusfolyamatokban.”
A gazdasági kamarákról szóló 1994. évi XVI. törvény írta elő a megyei kereskedelmi és iparkamarák megalakítása mellett az országos ernyőszerv, a Magyar Kereskedelmi és Iparkamara létrehozását is, mely a területi szervezeteket fogta egységbe országos köztestület jelleggel. Az országos gazdasági önkormányzati szervezet 1994. december 21-én lefolytatott alakuló gyűlésére a 19 megyei és a budapesti fővárosi kamara összesen 251 tagot delegált. Az MKIK első elnökévé Tolnay Lászlót, a Rákóczi Regionális Fejlesztési Bank elnökét, a Magyar Gazdasági Kamara korábbi elnökét, míg főtitkárává Dunai Pétert, a Magyar Gazdasági Kamara szolgáltatási igazgatóságának igazgatóját választották meg.
A törvény alapján általános feladata lett a kereskedelmi és iparkamaráknak, hogy:
- „a gazdasági tevékenységet folytatók általános, együttes érdekeinek érvényesítése céljából javaslatok, vélemények, tájékoztatások adásával előmozdítják a gazdálkodó szervezetekre vonatkozó jogszabályoknak, kormányzati és helyi önkormányzati programoknak, intézkedéseknek a gazdaság fejlődéséhez, szervezettségéhez, az üzleti forgalom biztonságához és a piaci magatartás tisztességéhez fűződő közérdekkel összhangban történő kidolgozását.”[11]

Emellett az MKIK feladatait a törvény a következőképp rögzítette:
- részt vesz az Országos Képzési Tanács munkájában;
- kapcsolatot tart a külföldi gazdasági kamarák országos szervezeteivel és azok nemzetközi szervezeteivel;
- összehangolja a területi gazdasági kamaráknak a külföldön végzett vagy külföldre irányuló, továbbá a külföldiek számára belföldön végzett gazdasági tájékoztató és propagandamunkáját;
- megszervezi a magyar gazdasági napokat;
- kialakítja a területi gazdasági kamaráknál vezetett tagnyilvántartás egységes rendszerét;
- kidolgozza a tisztességes piaci magatartásra vonatkozó etikai szabályokat.
- Emellett a törvény elrendelte a nemzetközi kereskedelmi ügyekben is eljáró állandó Választottbíróság felállítását a Magyar Kereskedelmi és Iparkamara mellett. Ha a megyei kamarák úgy ítélték, további jogosítványokat is átadhattak az országos szervezetnek.[12]

A kamarák modernkori történetében újabb jelentős módosulást jelentett az Orbán-kormány által 1998-ban kezdeményezett jogszabály-módosítás. Hosszas vitát és több törvényjavaslati változtatást követően az Országgyűlés, Sümeghy Csaba Fidesz-képviselő előterjesztésére 1999. december 22-én 191 igen szavazattal, 140 nem ellenében, 16 tartózkodás mellett elfogadta az 1999. évi CXXI. törvénycikket, mely megszüntette a kamarák kötelező tagságát és megvonta a kamarák közigazgatási feladatait.
Az önkéntes tagságú kamarák felállításához rendkívüli választásokat írt elő a kamarai törvény; ezekre 2000. október 30-án került sor. Az MKIK elnökévé ekkor Parragh Lászlót, a Parragh Rt. elnök-vezérigazgatóját választották, míg a főtitkári posztot továbbra is Dunai Péter tölthette be.
„Az önkéntes tagsággal rendelkező, de elméletileg köztestületileg működő magyar gazdasági kamaráknak újabb négy-öt évre volt szükségük, hogy konszolidálják tevékenységüket, megteremtsék a működéshez szükséges anyagi feltételeket és ismét meghatározó módon, tagságukban is gyarapodva tudjanak bekapcsolódni a magyar gazdaság érdekeinek artikulálásába.”

## Az MKIK szervezete
Az országos kereskedelmi és iparkamara legfőbb szerve a területi kamarák küldötteiből delegált küldöttgyűlés. Ennek kizárólagos hatáskörébe tartozik:
- az országos gazdasági kamara alapszabályának, más önkormányzati szabályzatának és az etikai szabályzatnak megalkotása és módosítása;
- a gazdasági kamarák pénzügyi forrásaiból az országos gazdasági kamaráknak járó rész meghatározása;
- a kamara elnökének (alelnökeinek), az elnökség, valamint az ellenőrző és az etikai bizottság tagjainak a megválasztása és visszahívása;
- az adatszolgáltatási kötelezettséggel járó statisztikai adatgyűjtés kezdeményezése az adatgyűjtés tárgya szerint illetékes szervnél;
- a Magyar Kereskedelmi és Iparkamara esetében a nemzetközi kereskedelmi ügyekben is eljáró Állandó Választottbíróság választottbíróinak megválasztása és visszahívása;
- a gazdasági kamarák által az országos gazdasági kamara kizárólagos hatáskörébe utalt egyéb feladat.[14]

Emellett működik az elnökség, mely a küldöttgyűlések közötti időszakban a kamara működését irányítja. Az elnök jogosult a kamara képviseletére, mellette négy alelnök tevékenykedik: egy általános alelnök, valamint a kereskedelmi, az ipari és a kézműipari tagozat által választott alelnökök. A kamara szerveinek tevékenységét az ellenőrző bizottság kontrollálja, mely tevékenységéről a küldöttgyűlésnek számol be.

### Elnökök
- Tolnay László (1994–2000)
- Parragh László (2000–2024)
- Nagy Elek (2024–)[15]

### Főtitkár
- Dr. Dunai Péter (1994–2024)
- Csókay Ákos (2024-)

## Az MKIK feladatai
Általánosan az MKIK feladata is:
- a gazdaság fejlesztése,
- az üzleti forgalom biztonságának garantálása,
- a gazdaság általános érdekeinek érvényesítése.

Továbbá specifikusan:
- véleményezi a gazdasági tárgyú előterjesztések és jogszabályok tervezeteit;
- kapcsolatot tart a külföldi gazdasági kamarák országos szervezeteivel és gazdasági jellegű nemzetközi szervezetekkel;
- összehangolja a gazdasági kamarák külföldön végzett vagy külföldre irányuló, továbbá a külföldiek számára belföldön végzett gazdasági tájékoztató és propagandamunkáját;
- megszervezi a magyar gazdasági napokat;
- kialakítja a gazdasági kamaráknál vezetett nyilvántartások egységes rendszerét;
- kidolgozza a tisztességes piaci magatartásra vonatkozó etikai szabályokat tartalmazó etikai szabályzatot;
- külön törvények rendelkezései szerint részt vesz az országosan működtetett tanácsok és testületek munkájában.
- Az MKIK biztosítja a nemzetközi kereskedelmi ügyekben is eljáró Állandó Választottbíróság működési feltételeit, megválasztja és visszahívja a választottbírókat.[16]
- A gazdálkodó szervezetekre, az általuk folytatott gazdasági tevékenységre vonatkozó – jogszabály alkotására, program elfogadására, átfogó intézkedés meghozatalára irányuló vagy egyéb jelentős – előterjesztésnek a Kormányhoz történő beterjesztése előtt ki kell kérni az országos gazdasági kamarák véleményét.[17]